# Вулканик (пистолет)
Вулканик (на английски: Volcanic Pistol) е неавтоматичен многозаряден пистолет с лост за презареждане  от 1854 – 1860 г. на „The Volcanic Repeating Arms Company“ с партньори Horace Smith и Daniel B. Wesson, по-късно популярни с марката Смит енд Уесън. Едно от първите оръжия от този вид. Като цяло неуспешен поради ниската мощност на заряда въпреки високата за времето си скорострелност. Довежда до създаването на пушките Уинчестър.
За да презареди пистолета, стрелецът трябва да натисне специален лост, да изтласка захранващата пружина докрай, да обърне предната част на цевта около оста ѝ и, отваряйки достъпа до тръбния магазин под цевта, да постави зарядите в нея един по един, докато пълнителят се напълни (8 или 10 бр. в зависимост от дължината на магазина и цевта на пистолета).
Пистолетът използва патрони без гилза. Барутът и капсулът са поставени в кухина на самия конусен куршум. Теглото на барута, който може да се побере в кухината на куршума, е много малко – само 0,42 грама димен барут за .38 калибър, така че зарядът има много ниска мощност. Поради това, още през 1856 г., Смит и Уесън продават бизнеса и започват да произвеждат известните си револвери.

## Интересни факти
- Бенджамин Тайлър Хенри (Benjamin Tyler Henry) е вдъхновен от този конкретен модел и създава Henry rifle, като адаптира тръбния магазин и лостовия презареждащ механизъм.

## галерия
- Смит енд Уесън пистолет Вулканик (1854 – 55) в калибър .31
- Пистолет Вулканик

## В масовата култура

### В компютърните игри
- GUN
- Red Dead Redemption
- Red Dead Redemption 2
- Fistful of frags
- Hard West